# 車明南
車 明南（チャ・ミョンナム、朝鮮語: 차명남）は、朝鮮民主主義人民共和国の政治家、法曹。最高人民会議法制委員会委員、朝鮮労働党中央委員会委員。中央裁判所所長などを歴任した。

## 経歴
2021年以前の経歴は不明であるが、2018年の国家表彰授賞式で金正日青年栄誉賞を受賞している。2021年9月29日に開催された最高人民会議第14期第5回会議第2日会議で中央裁判所所長・最高人民会議法制委員会委員に補欠選挙され、同年12月27日から開催された朝鮮労働党中央委員会第8期第4回総会で党中央委員会委員に補欠選挙された。
2023年2月26日から開催された朝鮮労働党中央委員会第8期第7回総会拡大会議で中央裁判所所長を解任された。